# کارلا برونوزی
کارلا برونوزی (انگلیسی: Carla Brunozzi؛ زادهٔ ۲۰ آوریل ۱۹۷۶) بازیکن فوتبال اهل ایتالیا است.
وی همچنین در تیم ملی فوتبال زنان ایتالیا بازی کرده‌است.